# Liste des autoroutes de l'Iran

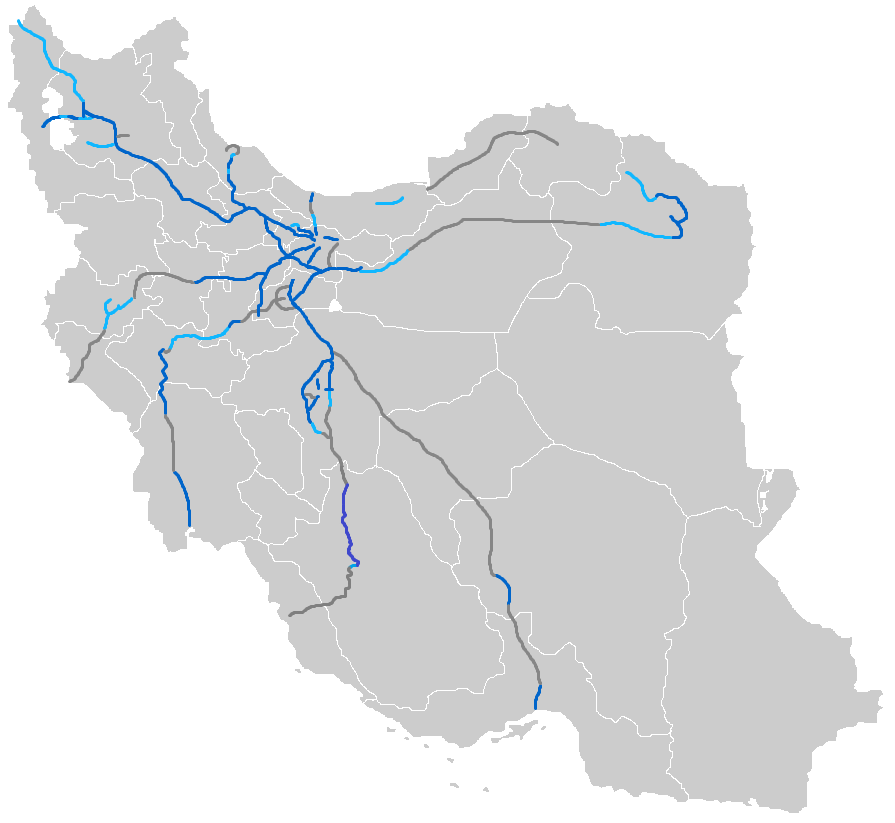
Tracé des autoroutes actuelles

Cet article dresse la liste des autoroutes de l'Iran.

## Liste
| Panneau | Nom | Parcours | Longueur (km) |
| ------- | --- | --- | ------------- |
|         | A1  | A2 - Qazvin – Rasht – RN 49 | 138           |
|         | A2  | Mashhad - Téhéran - Tabriz | 1570          |
|         | A5  | Téhéran – Saveh - Arak (en construction) - Borujerd (en construction) - Khorramabad - Andimeshk - Ahvaz - Bandar-e Emam Khomeyni | ≈ 400         |
|         | A6  | Saveh - Hamadan | 175           |
|         | A7  | Téhéran – Qom - Kashan - Ispahan                                                                                                 | 465           |
|         | A9  | RN 65 - Shahinshahr - Ispahan | 32            |